# فاكلاف هانكا
فاكلاف هانكا (بالتشيكية: Václav Hanka)‏ هو مؤرخ ومترجم وكاتب وأمين مكتبة وشاعر تشيكي، ولد في 10 يونيو 1791 في Hořiněves ‏ في التشيك، وتوفي في 12 يناير 1861 في براغ في التشيك.